# Morte acidental
Uma morte acidental é uma morte não natural causada por um acidente, como escorregões e quedas, acidente de trânsito ou envenenamento acidental. As mortes acidentais são diferenciadas da morte por causas naturais (doença) e de homicídios e suicídios intencionais. Uma morte acidental ainda pode ser considerada um homicídio ou suicídio se uma pessoa foi a causa não intencional.
Para fins criminais, homicídios intencionais são geralmente classificados como assassinato. Exceções como autodefesa variam de acordo com a jurisdição e, em alguns casos, pessoas acusadas de assassinato afirmaram como defesa que o morto foi realmente vítima de uma morte acidental, em vez de um ato intencional. No entanto, uma pessoa que é responsável pela morte acidental de outra pessoa por negligência ainda pode ser criminalmente responsável por homicídio culposo e civilmente responsável por homicídio doloso. Seguro contra morte acidental e desmembramento e apólices de seguro similares pagam um benefício em caso de morte acidental. Com essas políticas, deve ser demonstrado que uma determinada morte é de fato um acidente, e não um suicídio ou homicídio intencional (que pode também envolver fraudes de seguro).
Foi sugerido que “a grande maioria dos acidentes não é realmente um acaso, mas sim acidentes de loucura, negligência e flagrante erro humano”. Os Centros de Controle e Prevenção de Doenças relatam que, nos EUA, em 2015, houve 146 571 “mortes não-intencionais” naquele ano, a quarta principal causa de morte. Desses, 47 478 foram de intoxicação não intencional, 37 757 foram de acidentes de trânsito e 33 381 foram de quedas.
Em alguns países, todas as mortes acidentais (ou mortes aparentemente acidentais) são investigadas por órgãos governamentais e, às vezes, uma família faz uma investigação particular. Inquéritos na Inglaterra e no País de Gales, por exemplo, são mantidos em mortes súbitas e inexplicáveis, e um inquérito fatal sobre acidentes é realizado por uma morte acidental na Escócia. Um veredicto de “morte acidental” nesses casos é devolvido quando não há fator contributivo de uma ação ou omissão da vítima (“morte por desventura”) ou de outra pessoa (“assassinato ilegal”).
Mortes durante a guerra devido a alvos imprecisos ou incorretos podem ser eufemisticamente denominadas danos colaterais ou o resultado de fogo amigo.